# 婆罗多布尔县

婆罗多布尔县在拉賈斯坦邦的位置

婆罗多布尔县（Bharatpur district）是印度拉賈斯坦邦的一個縣，位於該國西北部，面積5,066平方公里，識字率為71.16%，2011年人口2,549,121，人口密度每平方公里503人。

## 外部連結
- 官方网站
- Bharatpur History

27°13′12″N 77°30′00″E / 27.22000°N 77.50000°E